# The Girl I Left Behind
The Girl I Left Behind, également connue sous le titre The Girl I Left Behind Me, est une chanson folk anglaise datant de l'époque élisabéthaine.

## Mélodie
La mélodie est dérivée d'une mélodie irlandaise traditionnelle connue sous le nom d'An Spailpín Fánach (« le travailleur errant »), copiée par Edward Bunting dans le recueil The Ancient Music of Ireland (1840).

## Histoire
Elle était probablement jouée lorsque des soldats partaient en guerre ou qu'un navire de guerre prenait la mer. Selon certaines sources, la chanson serait née en 1758, lorsque les amiraux anglais Hawke et Rodney observaient la flotte française.
Le premier texte imprimé connu d'une chanson portant ce nom apparaît dans la collection de chansons The Charms of Melody, imprimée à Dublin à partir de 1791 puis dans Exshaw's Magazine (Dublin, septembre 1794). La première version connue de la mélodie est imprimée vers 1810 dans le Pocket Book for the German Flute or Violin de Hime.
Theodore Ralph a affirmé que l'air est connu en Amérique dès 1650, sous le nom de Brighton Camp, mais l'hypothèse n'est pas prouvée. Une copie de Brighton Camp datant d'environ 1796 est conservée à la Bibliothèque Bodléienne.
La chanson est populaire dans l'armée américaine, qui l'a adoptée pendant la guerre de 1812 après avoir entendu un prisonnier britannique la chanter.

## Postérité
Le titre du chapitre 30 de La Foire aux Vanités de William Thackeray (publié sous forme de feuilleton en 1847-1848) est The Girl I Left Behind Me. Dans le chapitre se trouve une référence explicite à la chanson.

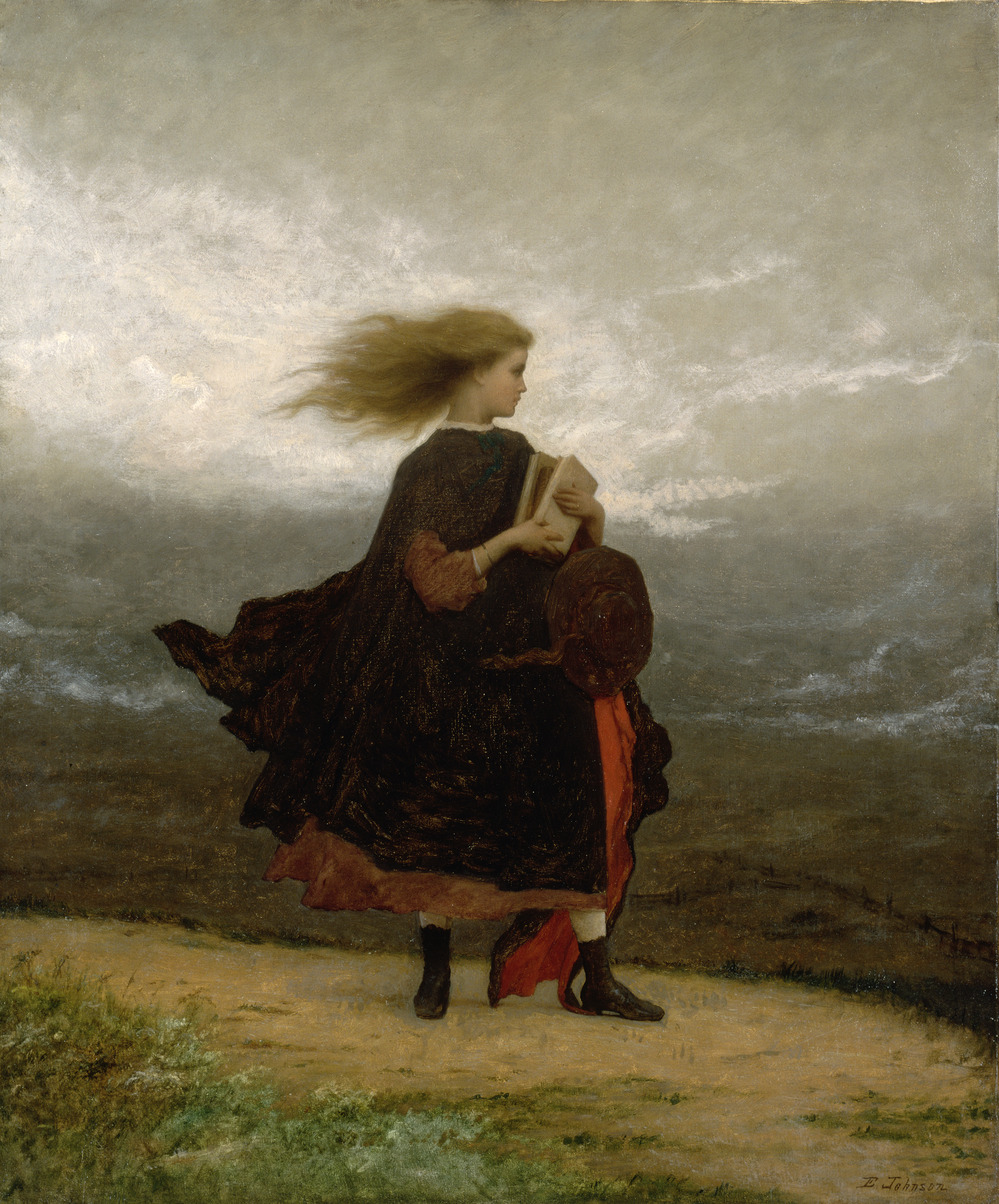
La fille que j'ai laissée derrière moi, par Eastman Johnson, début des années 1870

Dans le film Le Gang des frères James de 1980, qui se déroule plusieurs années après la guerre civile américaine, Keith Carradine chante une variante de la chanson sous le titre « The Wayward Boy ».
Terry Pratchett mentionne la chanson dans son roman Le Régiment monstrueux.